# Проя
Проя (кирилицею: Проја, pronounced [ˈprǒːja]) — балканська страва з кукурудзяного борошна, розпушувача, соняшникової олії, газованої води та солі. Проха, Прова або Разльєвак — альтернативні назви, які використовуються в Боснії та Герцеговині.
Він був популярним у часи повсюдної бідності, переважно до 1950-х років, і залишається звичайною повсякденною їжею. Його часто плутають із прохарою, дещо вишуканішим варіантом прої, який складається з додаткових інгредієнтів: борошно, яйця та йогурт.
Інгредієнти потрібно змішати і випікати на змащеній олією сковороді (повинно бути 5 см) до золотистого кольору. Найкраще подавати з каймаком і сметаною.